# Gian Paolo Patta
Gian Paolo Patta (Tonara, 7 aprile 1953) è un politico e sindacalista italiano.

## Biografia
Diplomato all'ITIS Feltrinelli di Milano, ex informatico della Philips, nel 1974 si iscrive alla CGIL e nel 1983 entrerà nell'apparato regionale della Lombardia. Al termine del congresso del 1986 partecipa alla costituzione dell'area detta Democrazia consiliare e inizia la carriera di dirigente nazionale come componente dell'esecutivo della Confederazione.
Nel 1994 assume l'incarico di segretario regionale della CGIL che conserva fino al 1996, quando diventa segretario confederale della CGIL con la responsabilità della contrattazione per il pubblico impiego, incarico che lascia dopo 10 anni.
Politicamente aderisce a Democrazia Proletaria, di cui sarà segretario regionale in Sardegna dal 1989 fino all'ingresso di DP in Rifondazione Comunista, a cui egli fu favorevole. Membro della direzione nazionale del PRC, nel 1998 abbandona Rifondazione non condividendo la sfiducia al primo governo Prodi: si avvicina al Partito dei Comunisti Italiani, a cui tuttavia non si iscrive ufficialmente.
Fra il 2003 e il 2004 ha coordinato il Forum programmatico per l'Alternativa di governo.
Dal 18 maggio del 2006 ha fatto parte del secondo governo Prodi in qualità di sottosegretario al Ministero della Salute, in quota Partito dei Comunisti Italiani, carica che mantiene sino alla fine dell'esecutivo, nel maggio 2008.
Dal 2009 è coordinatore nazionale dell'Associazione 23 marzo "Lavoro-Solidarietà" (emanazione dell'area programmatica della CGIL Lavoro e Società), guida l'associazione nel percorso unitario della Federazione della Sinistra entrando nel suo Coordinamento nazionale.
| Controllo di autorità | VIAF (EN) 88543866 · ISNI (EN) 0000 0000 6024 9722 · SBN TO0V434177 · LCCN (EN) no2009080461 |